# برقية جورينج
برقية جورينج هي رسالة أرسلها خليفة أدولف هتلر المعين - هيرمان جورينج - في 23 أبريل 1945 يطلب فيها الإذن بتولي قيادة الرايخ الثالث المتداعي. تسببت البرقية في تجريد هتلر من خلفه المختار للسلطة (كان جورينج يحمل أعلى رتبة عسكرية في ألمانيا وهي رتبة مارشال الرايخ في إشارة إلى انه الرجل الثاني بعد هتلر في الرايخ الألماني الثالث) وتعيين خلفين سياسيين جديدين لهما، جوزيف غوبلز وكارل دونيتز.

## غورينغ باعتباره الوريث السياسي لهتلر
كان هيرمان جورينج ثاني أقوى رجل في الحزب النازي لبعض الوقت قبل وصول هتلر إلى السلطة في عام 1933. خلال السنوات الأولى من نظام هتلر، واصل جورينج حصوله على الألقاب المتراكمة كما يحب ويرضى، بما في ذلك رئيس الرايخستاغ، وزير -رئيس بالنيابة ورايخشتاتالتر (حاكم) بروسيا ورايخ وزير الطيران، والقائد الأعلى للوفتفافه.
في 1 سبتمبر 1939، ألقى هتلر خطابًا ذكر فيه أن جورينج سيخلفه «إذا كان ينبغي أن يصيبني أي شيء». تم التأكيد على هذا الوضع في مرسوم صدر عام 1940 بتسمية ورينج باسم مارشال الرايخ des Grossdeutschen Reiches (مارشال الرايخ الألماني الأكبر)، وهي المرتبة التي تم إنشاؤها خصيصًا لتكون المرتبة الثانية فقط بعد هتلر في المرتبة العليا.
في 29 يونيو 1941، بعد أسبوع واحد من عملية بارباروسا، أصدر هتلر مرسومًا سريًا أعلن فيه رسمًا اسم غورينغ خلفًا له في حالة وفاته. فقد ذكر أنه إذا فقد هتلر حريته في العمل - عن طريق العجز أو الاختفاء أو الاختطاف - كان جورينغ بمثابة نائب هتلر، بسلطة كاملة للتصرف نيابة عن هتلر.

## أبريل 1945 - «واجب» غورنج
بعد تقدم الجيش الأحمر إلى برلين في 21 أبريل 1945، بقي هتلر وسكرتيره الشخصي مارتن بورمان وجوزيف غوبلز في فويربونكر لقيادة عملية الدفاع عن العاصمة ضد السوفييت. غادر جورنغ برلين وانتقل إلى الجنوب، ووصل إلى مزرعته في أوبيرسالزبرج في 22 أبريل. في نفس اليوم، اعترف هتلر في خطبة طويلة ضد جنرالاته لأول مرة علنًا بأن الحرب قد حسمت. أعلن هتلر أنه يعتزم البقاء في برلين حتى النهاية ثم الانتحار.   وذكر أيضا أن جورينج كان في وضع أفضل للتفاوض على تسوية سلمية. 
عندما سمع رئيس هيئة الاركان لسلاح الجو الألماني لوففافه كارل كولر بهذا من قائد العمليات في القيادة العليا للفيرماخت ألفريد جودل، طار على الفور إلى منتجع جبال الألب النازي في بيرشتسجادن لإعلام جورينج بهذه الأخبار. شعر كولر أنه إذا كان من الممكن ان يقود جورنغ مفاوضات السلام، فليس هناك وقت نضيعه. بالإضافة إلى ذلك، لم يكن يرغب في اعتراض الحلفاء لرسالة إذاعية إذا ما تم ارسالها.
على الرغم من أن جورينغ كان يتطلع لذلك اليوم الذي سيخلف فيه هتلر، إلا أنه فوجئ بهذا التطور. يخشى جورنج من يوصف بالخائن إذا حاول الاستيلاء على السلطة، لكنه يخشى أيضًا من اتهامه بالتقصير في أداء الواجب إذا لم يفعل شيئًا. استعرض جورينغ نسخته من مرسوم 1941، الذي حدده كخليفة لهتلر. كما تمتع جورينج بسلطة كاملة للتصرف نيابة عن هتلر، إذا فقد هتلر حريته في العمل. بعد التشاور مع كولر وهانس لاميرز، وزير الدولة في مستشارية الرايخ، خلص جورينغ إلى أنه من خلال بقائه في برلين ليواجه الموت، فقد عجز هتلر عن الحكم. اتفق الجميع على أنه بموجب شروط المرسوم، كان على جورنج واجب الاستيلاء على السلطة بدلاً من هتلر. 
في 23 أبريل، أرسل جورنج برقية صيغت بعناية تطلب من هتلر التأكيد على أنه سيصبح بالفعل قائدًا لألمانيا، وفقًا لمرسوم 1941. وأضاف جورنغ أنه إذا لم يرد هتلر بحلول الساعة 22:00 في تلك الليلة، فسوف يفترض أن هتلر فقد حريته في العمل وسيتولى قيادة الرايخ كنائب لهتلر.

## رد فعل هتلر
عند وصول البرقية من Obersalzberg في الساعة 00:56 في 23 أبريل 1945، استولى عليها مارتن بورمان، الذي كان يسيطر على الوصول إلى هتلر، كدليل على «الخيانة» ومحاولة جورينج لعمل إنقلاب. وادعى أن البرقية لم تكن طلبًا للحصول على إذن لتولي السلطة وفقًا للمرسوم، بل كانت طلبًا لهتلر بالاستقالة أو الإطاحة به. بينما حاول فالتر هويل (منسق الاتصال يواكيم فون ريبنتروب وصديق هتلر الشخصي) تبرير فعلت جورنغ بالقول إن نظام الاتصالات في المخبأ قد يفشل في أي وقت وبالتالي يقطع هيكل القيادة، عزز جوبلز حجة بورمان بالموافقة على أن فيها رائحة انقلاب.
وفقًا لألبرت شبير، انهار هتلر نفسيا من برقية جورينج، الأمر الذي أدى إلى تفكك القيادة والسيطرة العسكرية في المرحلة النهائية من تدمير ألمانيا النازية. أرسل عدد من البرقيات من جورينج إلى العديد من الضباط الذين أشاروا إلى استحضاره للعهد السري لهتلر أدت لحنق هتلر في غضب. لاحظ سبير واحدة على وجه الخصوص، حيث أمر جورنج ريبنتروب بتقديم تقرير إليه إذا لم يرسل هو ولا هتلر مزيدًا من الاتصالات قبل منتصف الليل. 
في 25 أبريل، أصدر هتلر برقية إلى جورنج تخبره أنه ارتكب «خيانة عظمى» ومنحه خيار الاستقالة من منصبه مقابل حياته. ومع ذلك، لم يمض وقت طويل على ذلك، أمر بورمان قوات الأمن الخاصة في بيرشتسجادن بالقبض على جورينج. في 28 أبريل، اكتشف هتلر أن هاينريش هيملر كان يحاول مناقشة شروط الاستسلام مع الحلفاء الغربيين.  وأمر بالقبض على هيملر وأطلق النار على هيرمان فيجيلين (ممثل هيملر في فافن إس إس في مقر قيادة هتلر في برلين). 
كُتبت وصية هتلر الأخيرة في 29 أبريل، مدفوعة بتلقي هتلر برقية من جورينج، بالإضافة إلى أنباء محاولة هيملر التفاوض على الاستسلام مع الحلفاء الغربيين وتقارير تفيد بأن قوات الجيش الأحمر كانت ضمن كتلة أو اثنين من مستشارية الرايخ.  في الوثيقة، عفى هتلر جورنج من جميع مناصبه، وألغى حقوقه في الخلافة، وطرده من الحزب النازي. قام هتلر بإملاءه على سكرتيرته تراودل جونج في برلين فوهربونكر، وهو اليوم الذي تزوج فيه منإيفا براون.  انتحروا في اليوم التالي في 30 أبريل. 
قسمت الخلافة السياسية الجديدة على السلطة بين غوبلز والأميرال الأعلى كارل دونيتز، القائد الأعلى للقوات البحرية (Oberbefehlshaber der Kriegsmarine) ورئيس القيادة البحرية العليا (أوبركماندو دير مارينه)، الذي سيصبح رئيس (Reichspräsident) ألمانيا النازية. 

## اكتشاف برقية جورينج بعد الحرب

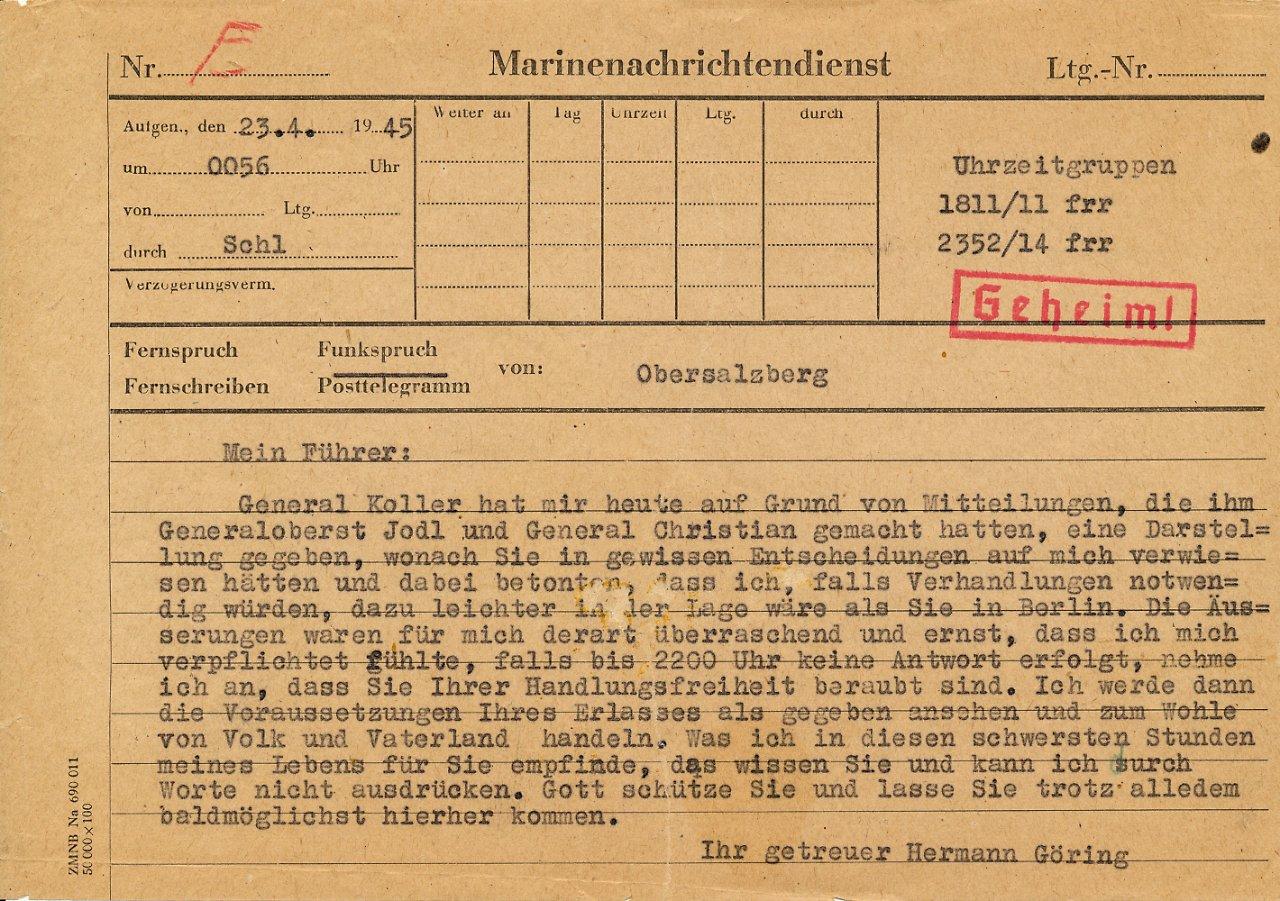
النسخة التي عثر عليها النقيب برادين

عند استقبال الرسالة في قبو الفوهرر Führerbunker، تمت كتابة برقية جورينج على نموذج Marinenachrichtendienst (الاستخبارات البحرية) مع نسخة كربونية وصنفت على انها "Geheim !" (سرية!).
بعد استيلاء السوفيت على برلين، دخل المسؤولون الأمريكيون قبو الفوهرر وأخذوا الأوراق والوثائق ليتم تحليلها من قبل المؤرخين.
في يوليو 1945، دخل الكابتن بنيامين قبو الفوهرر واكتشفت النسخة الكربونية الأصلية لبرقية جورينج تحمل علامة "F" في مجموعة من أوراق هتلر التي اعطيت لروبرت دبليو، أستاذ التاريخ في الكاتيدال.

## ترجمة تريفور روبر
قام مؤرخ بريطاني، هيو تريفور روبر، بنشر ترجمة إنجليزية أولى لبرقية جورنج في كتابه، الأيام الأخيرة لهتلر. 
 فوهرري: 

 قدم لي الجنرال كولر إحاطة إعلامية بناءا على المراسلات التي قدمها له العقيد جودل والجنرال كريستيان، والتي بموجبها أحالت بعض القرارات إلي وأكدت أنني، إذا أصبحت المفاوضات ضرورية، فسأكون في وضع أفضل منك كونك موجودا في برلين. كانت هذه الآراء مفاجئة وخطيرة بالنسبة لي لدرجة أنني شعرت بأنني مضطر إلى إستصاغتها، في حالة عدم وصول رد بحلول الساعة 22:00، بحيث تكون قد فقدت حرية التصرف الخاصة بك. سأنظر بعد ذلك في شروط مرسومك على أنها مستوفاة وساقوم باتخاذ إجراءات من أجل رفاهية الوطن والأرض. أنت تعرف ما أشعر به بالنسبة لك في أصعب ساعات حياتي ولا أستطيع التعبير عن ذلك بالكلمات. يحفظك الله ويسمح لك رغم كل شيء أن يأتي إلى هنا في أقرب وقت ممكن. 

 رجلك المخلص هيرمان جورينج. 

## شراء 2015
في 7 يوليو 2015، في مزاد الكسندر التاريخي في ستامفورد، كونيتيكت، قام مشتر لم يذكر اسمه بشراء البرقية مقابل 54,675 دولار.